# Malta (Nueva York)
Malta es un pueblo ubicado en el condado de Saratoga en el estado estadounidense de Nueva York. En el año 2000 tenía una población de 13,005 habitantes y una densidad poblacional de 179 personas por km².

## Geografía
Malta se encuentra ubicado en las coordenadas 42°57′50″N 73°47′43″O / 42.96389, -73.79528.

## Demografía
Según la Oficina del Censo en 2000 los ingresos medios por hogar en la localidad eran de $46,234, y los ingresos medios por familia eran $68,239. Los hombres tenían unos ingresos medios de $41,509 frente a los $31,126 para las mujeres. La renta per cápita para la localidad era de $25,972. Alrededor del 2.4% de la población estaban por debajo del umbral de pobreza.